# Вудбрідж (переписна місцевість, Нью-Джерсі)
Вудбрідж (англ. Woodbridge) — переписна місцевість (CDP) в США, в окрузі Міддлсекс штату Нью-Джерсі. Населення — 19 839 осіб (2020).

## Географія
Вудбрідж розташований за координатами 40°33′18″ пн. ш. 74°17′6″ зх. д. / 40.55500° пн. ш. 74.28500° зх. д. (40.554981, -74.285014).  За даними Бюро перепису населення США в 2010 році переписна місцевість мала площу 10,00 км², з яких 9,96 км² — суходіл та 0,04 км² — водойми.

## Демографія
Згідно з переписом 2010 року, у переписній місцевості мешкало 19 265 осіб у 7378 домогосподарствах у складі 5123 родин. Густота населення становила 1926 осіб/км².  Було 7728 помешкань (773/км²).
Расовий склад населення:
| - 59,7 % — білих - 20,8 % — азіатів - 9,4 % — чорних або афроамериканців - 0,4 % — корінних американців - 0,1 % — вихідців з тихоокеанських островів - 6,8 % — осіб інших рас |

До двох чи більше рас належало 2,8 %. Частка іспаномовних становила 18,2 % від усіх жителів.
За віковим діапазоном населення розподілялося таким чином: 22,3 % — особи молодші 18 років, 66,0 % — особи у віці 18—64 років, 11,7 % — особи у віці 65 років та старші. Медіана віку мешканця становила 36,6 року. На 100 осіб жіночої статі у переписній місцевості припадало 93,0 чоловіків;  на 100 жінок у віці від 18 років та старших — 88,9 чоловіків також старших 18 років.
Середній дохід на одне домашнє господарство  становив 90 287 доларів США (медіана — 79 600), а середній дохід на одну сім'ю — 102 121 долар (медіана — 90 068). Медіана доходів становила 65 988 доларів для чоловіків та 50 070 доларів для жінок. За межею бідності перебувало 7,2 % осіб, у тому числі 7,9 % дітей у віці до 18 років та 8,4 % осіб у віці 65 років та старших.
Цивільне працевлаштоване населення становило 10 068 осіб. Основні галузі зайнятості: освіта, охорона здоров'я та соціальна допомога — 21,0 %, науковці, спеціалісти, менеджери — 15,6 %, роздрібна торгівля — 12,5 %, фінанси, страхування та нерухомість — 10,1 %.